# Schizothorax pelzami
Schizothorax pelzami är en fiskart som beskrevs av Kessler, 1870. Schizothorax pelzami ingår i släktet Schizothorax och familjen karpfiskar. IUCN kategoriserar arten globalt som livskraftig. Inga underarter finns listade i Catalogue of Life.